# Poa poiphagorum
Poa poiphagorum är en gräsart som beskrevs av Norman Loftus Bor. Poa poiphagorum ingår i släktet gröen, och familjen gräs. Inga underarter finns listade i Catalogue of Life.